# 宗成乐
宗成乐（1956年—），山东滕州人，汉族，中华人民共和国政治人物、第十二届全国人民代表大会山东地区代表。
毕业于山东省农业干部管理学院市场营销专业。加入中国共产党。担任滕州市张汪镇大宗村的党总支书记。2008年起担任全国人大代表。2013年，担任全国人大代表。